# Милетин
Милетин (чеш. Miletín, нем.  Miletin) — город в Чехии в Краловеградецком крае в районе Йичин.
Расположен между городами Йичин, Двур-Кралове-над-Лабем и Горжице у подножия горы Звицина. Находится в 18 км к востоку от Йичина.

## История
Название города происходит от языческого бога Милотына или от личного имени Милота. История Милетина насчитывает почти девять веков. За это время он превратился из небольшой приграничной деревни в процветающий крепостной город.
Первое письменное упоминание о Милетине датируется 1124 годом в биографии святого, епископа Оттона Бамбергского. В крепости Милетин князь Чехии Владислав I встретил и принял миссионера, «апостола народа Померании» Оттона Бамбергского, направлявшегося в Померанию через Прагу.
Замок на воде Милетин принадлежал чешским князьям. В 1241 году был подарен тевтонским рыцарям и принадлежал им до гуситских войн в 1410 году. От этого периода сохранились подземелья. В последующие годы сменились многие владельцы, в том числе, род Валленштейна.Магдебургское право город получил в 1560 году. С XVI века — один из центров текстильной промышленности. В 1693—1701 годах здесь был построен барочный замок, в 1847 году был модернизован в стиле ампир. 
В 1846 году пострадал от сильного пожара.
После Второй мировой войны значение Милетина уменьшалось. Статус города повторно обрёл в 2006 году.

## Население
Население по состоянию на 2020 год — 923 жителя. Площадь — 8,93 км².
| Год  | Численность | Численность |
| ---- | ----------- | ----------- |
| 1869 | 1873        | [ 5 ]       |
| 1880 | 1779        | [ 5 ]       |
| 1890 | 1629        | [ 5 ]       |
| 1900 | 1607        | [ 5 ]       |
| 1910 | 1739        | [ 5 ]       |
| 1921 | 1526        | [ 5 ]       |
| 1930 | 1523        | [ 5 ]       |
| 1950 | 1218        | [ 5 ]       |
| 1961 | 1231        | [ 5 ]       |
| 1970 | 1155        | [ 5 ]       |
| 1980 | 1019        | [ 5 ]       |
| 1991 | 944         | [ 5 ]       |
| 2001 | 907         | [ 5 ]       |
| 2011 | 915         | [ 5 ]       |
| 2014 | 885         | [ 6 ]       |
| 2016 | 895         | [ 7 ]       |
| 2017 | 902         | [ 8 ]       |
| 2018 | 912         | [ 9 ]       |
| 2019 | 912         | [ 10 ]      |
| 2020 | 923         | [ 11 ]      |
| 2021 | 927         | [ 12 ]      |
| 2022 | 933         | [ 13 ]      |
| 2023 | 963         | [ 14 ]      |
| 2024 | 947         | [ 3 ]       |

## Достопримечательности
- Милетинский замок
- Дом-музей, где родился писатель Карел Яромир Эрбен
- Церковь Благовещения, изначально готическая, после пожара в городе 1847 г. отремонтирована и расширена в неоготическом стиле
- Статуя Непорочной Девы Марии
- Статуя Св. Готарда
- Статуя Святого Георгия
- Статуя Святого Линхарта
- Чумной столб со статуей Девы Марии на центральной площади
- Памятник Карелу Яромиру Эрбену
- Музей чешского любительского театра

## Известные уроженцы
- Эрбен, Карел Яромир (1811—1870) — писатель, поэт, переводчик, историк литературы.

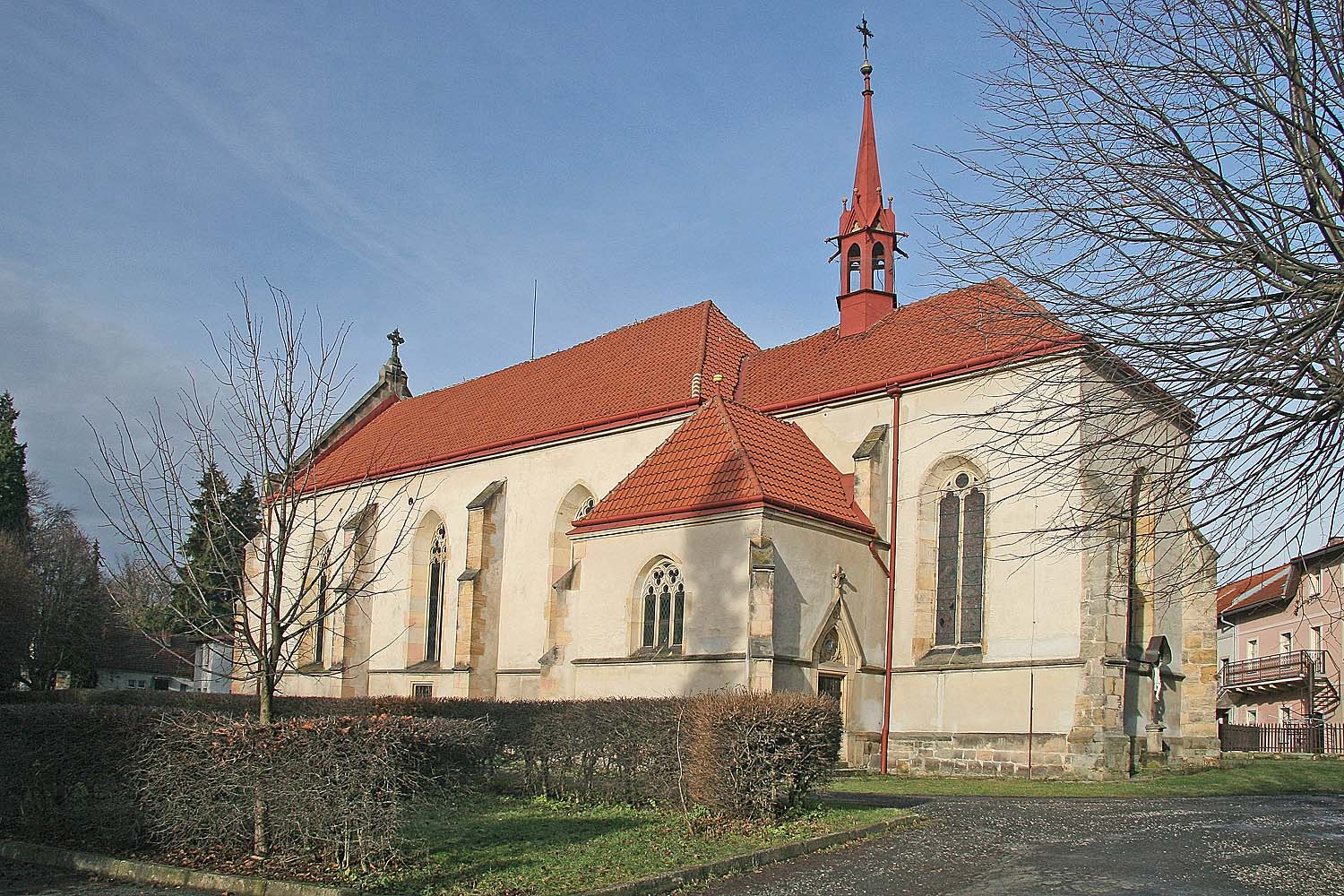
Благовещенская церковь в Милетине
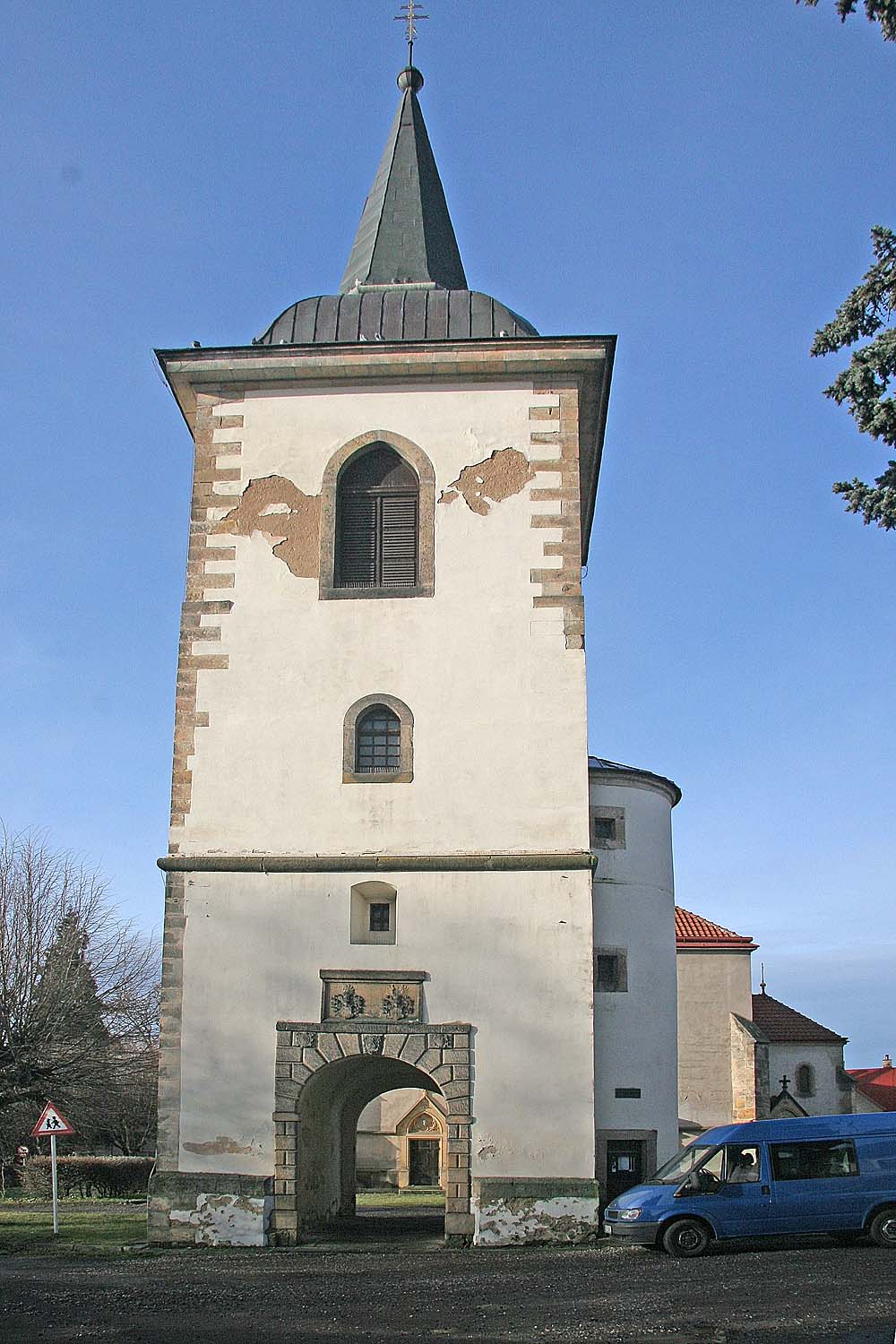
Колокольня костёла
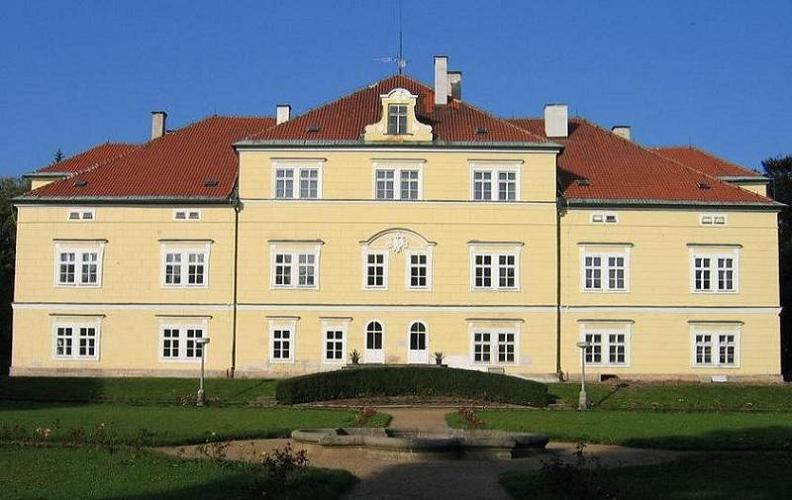
Милетинский замок